# Venus von Bierden

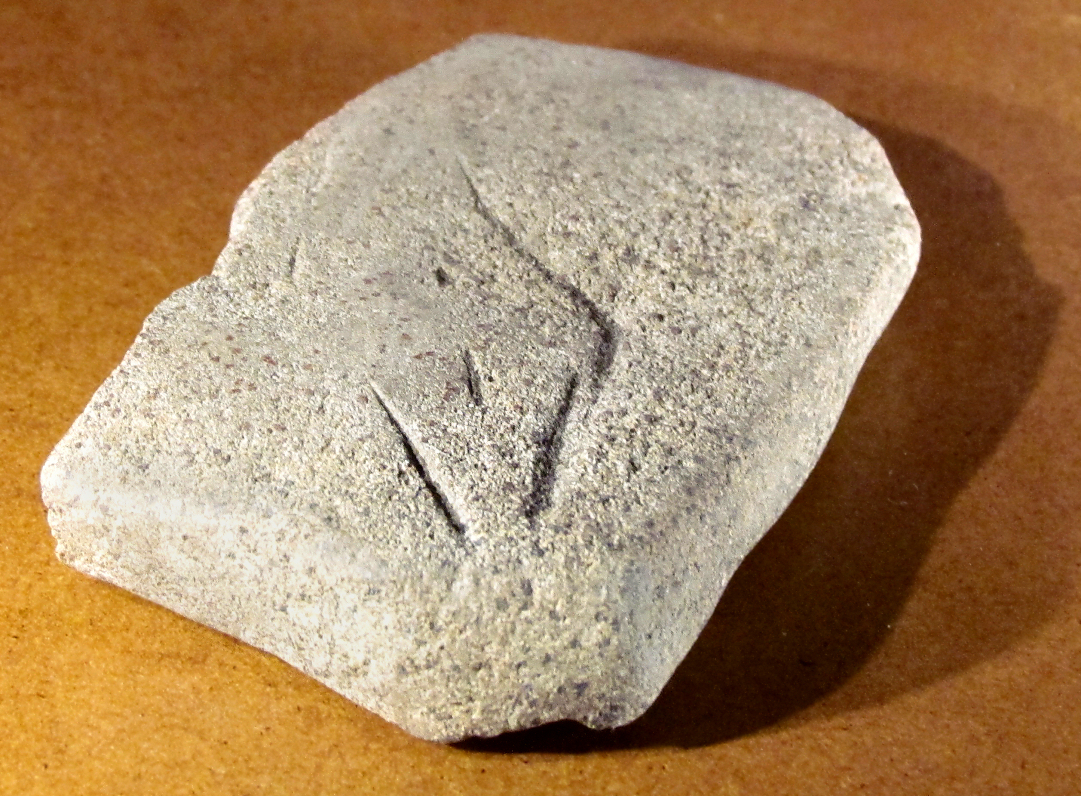
Venus von Bierden

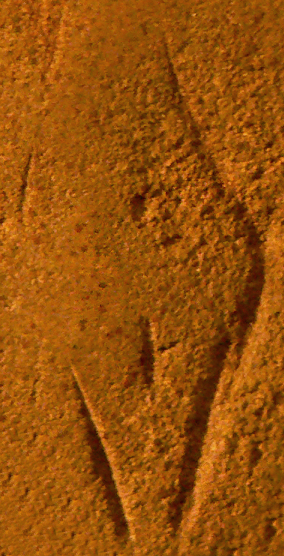
Ingravering på sandstenen

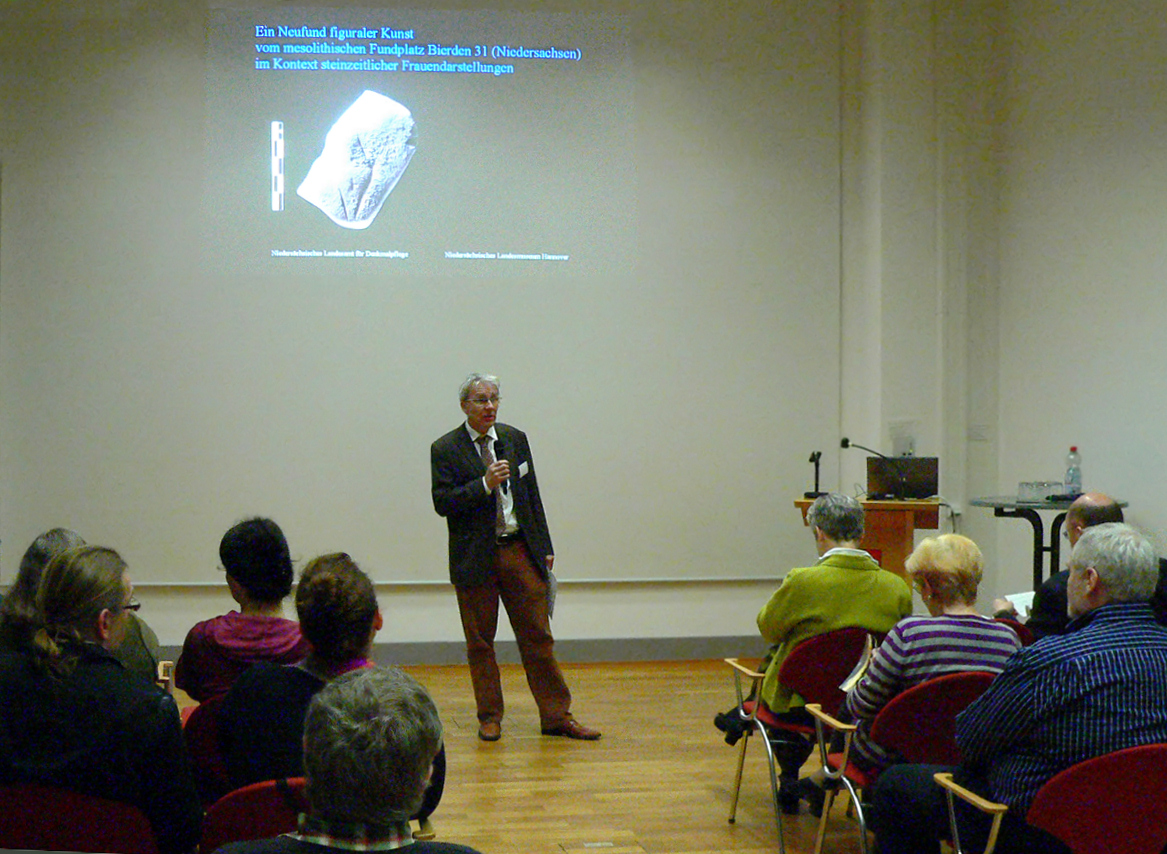
Inledningsanförande av Thomas Terberger på ett seminarium om föreställande konst från mesolitikum på fyndplatsen Bierden

Venus von Bierden är en ingraverad antropomorf avbildning av en kvinnokropp på ett stenbearbetningsverktyg i sten från mesolitikum. Fyndet gjordes 2011 i Bierden i Achim i Landkreis Verden i Niedersachsen i Tyskland vid arkeologiska utgrävningar inför anläggandet av naturgasledningen Nordeuropäischen Erdgasleitung, som går västerut från Nordstreams landningsplats nära Greifswald.
Ingraveringen finns på ett omkring 5 × 7  centimeter stort stycke sandsten. Den kan utifrån situationen på fyndplatsen dateras till omkring 9 000 före Kristus.

## Fyndort
Fyndorten ligger omkring 1 600 meter från Wesers nutida läge på en något upphöjd alluvial sandbank på den nedre platån i floddalen. Den ligger mellan ett forntida dynområde och den så kallade geesten i älvdalens periferi. Detta område har haft bosättningar av människor under stenåldern, bronsåldern och bakåt i tiden till sen istid. Under stenåldern var det upphöjda läget nära en älv lämpligt som lagringsplats för grupper av samlare och jägare. Platsen har över århundradens lopp genom jordbruk skyddats av upp till 60 centimeter mäktiga lager av så kallad "plaggenjord", en typ av sandiga mineraljord.

## Sten och inristning
Sandstensbiten har använts som verktyg för ytbehandling för att ta bort kanter på andra stenföremål. Det kunde också användas för att slipa ytan på mjukare material. Stenen visar också rits- och slipspår från tre användningsperioder med mer annorlunda användning. Av gravyren att döma har den använts endast i liten utsträckning i sin ursprungliga funktion som stenbearbetade verktyg.
Graveringen består av två konvergerande ristade linjer, som tycks föreställa benpartiet och kroppen på en naken kvinna. Den vänstra sidan av kroppen är tydligt avbildad. Vid första anblick ter den sig som en frontalavbildning av en kvinna. Som på andra stenålders kvinnobilder saknas huvud och fötter. Venusberget mellan benen antyds som ett hack i stenen. I området vid naveln finns en liten fördjupning, som det är osäkert om den tillkommit avsiktligt eller om det rör sig om ett nötningsspår från retuscheringsarbete. Linjerna skulle också kunna tolkas som en bild av ett flerdimensionell bild, där av de starkt bågformiga linjerna föreställer en profilbild av en kvinna med en uttalad. En sådan stjärtbetonad avbildning är välbekant på stenålderskonst.

## Datering och tydning
Den ingraverade sandstenen fanns i ett preborealt arkeologiskt skikt med artefakter i flinta, vilka såväl teknologiskt som typologiskt daterats till  federmesserkulturen (12 000–10 800 före Kristus) och till tidig mesolitikum (från 9600 före Kristus). Dateringar med kol 14-metoden som gjorts av träkolsrester från eldstaden visade på en tidsbestämning mellan 9 200 och 8 800 före Kristus. Därmed är det belagt att sandstenen har använts under  till tidig mesolitikum. Liknande stiliserade människoavbildningar är kända från Magdalénien (18 000–12 000 före Kristus). Frågan om ristningslinjerna på sandstenen är en fortsättning på en lång  tradition eller är ett tillfälligt parallellfenomen kvarstår som öppen.
Vissa experter har betvivlat att Venus von Bierden över huvud taget avbildar en människofigur. Klarlagt är att sandstenen har bearbetats av människohand och att den på grundval av fyndsituationen kan dateras till tidig mesolitikum.